# Koeleria
Koeleria Pers. es un género de gramíneas, familia (Poaceae) perennes distribuidas en las regiones templadas de ambos hemisferios. Comprende aproximadamente 25 especies.

## Descripción
Koeleria incluye a hierbas perennes, con hojas estrechas y espiguillas dispuestas en panojas contraídas espiciformes.
Las espiguillas son paucifloras, comprimidas lateralmente, con raquilla articulada por encima de las glumas y entre los antecios, prolongada más allá del último antecio fértil en forma de cerda delgada, o llevando un antecio atrofiado en su ápice. Las glumas son aproximadamente del mismo largo. Las lemmas son algo escariosas, obtusas, agudas o bidentadas en el ápice. Las páleas son hialinas, bicarendas, bidentadas o bimucronadas en el ápice. El cariopse es oblongo o lineal.

## Taxonomía
El género fue descrito por Christiaan Hendrik Persoon y publicado en Synopsis Plantarum 1: 97. 1805. La especie tipo es: Poa nitida Lam. = Koeleria grandiflora Bertol. ex Schult. 
Etimología
Koeleria: nombre genérico otorgado en honor de botánico alemán Georg Ludwig Koeler.
Citología
Tiene un número de cromosomas de, x = 7. 2n = 14, 26, 28, 40, 42, 43, 56, 70, 84, 112, y 126. 2, 4, 6, 8, 10, 12, 16, y 18 ploidias (and aneuploids). Cromosomas ‘grandes’.

## Especies
- Koeleria caudata (Link) Steud.
- Koeleria gracilis Pers.
- Koeleria macrantha (Ledeb.) Schultes
- Koeleria nitida Nutt.
- Koeleria phleboides Pers.
- Koeleria pseudocristata Domin
- Koeleria splendens C.Presl
- Koeleria truncata Torr.
- Koeleria vallesiana (Honck.) Gaudin[3][4]